# تاپوتاپواته ئآ
تاپوتاپواته ئآ(به فرانسوی: Taputapuatea) یک کُمون در پلی‌نزی فرانسه، یکی از قلمروهای فرادریایی فرانسه در اقیانوس آرام است. کُمون تاپوتاپواته ئآ در جزیره رایاتئا، در بخش اداری جزایر بادپناه، که خود بخشی از مجمع الجزایر انجمن هستند، واقع شده است. در سرشماری سال ۲۰۲۲ جمعیت این کمون برابر با ۵٬۰۰۷ بوده است. نام این کمون برگرفته از نام یک مارائه بزرگ است که در حدود ۱٬۰۰۰ سال مرکز آئینی پلی‌نزی شرقی بوده است.مکان باستانی تاپوتاپواته ئآ مارائه امروزه مشهورترین مکان دیدنی رایاتئا است و در سال ۲۰۱۷ در فهرست میراث جهانی یونسکو ثبت شد.
تاپوتاپواته ئآ متشکل از کمون‌های زیر است:
- آوِرا
- اوپوآ
- پوهین

مرکز اداری این کمون، آوِرا است.